# النجف
مدينة النجف أو النّجف الأشرف إحدى أبرز مدن العراق ومركز محافظة النجف، تقع إلى الجنوب الغربي للعاصمة بغداد، يبلغ عدد سكانها 1,221,248 نسمة حسب إحصائيات 2011، تعتبر المدينة الخامسة من حيث عدد السكان وأيضا أحد المدن المهمة في العراق لوجود مرقد علي بن أبي طالب أول الأئمة عند الشيعة ورابع الخلفاء الراشدين عند السنة ومركزاً للحوزة العلمية الشيعية في العراق، يرجع تاريخ المدينة إلى العصر الجاهلي حيث كانت مركزاً للأديرة المسيحية وبعد ذلك أصبحت عاصمة الدولة الإسلامية في عهد علي بن أبي طالب كانت المدينة تابعة للكوفة، يرجع أصل التسمية إلى المنجوف أي المكان الذي لا يصل إليه المياه للمدينة قدسية عند المسلمين وخاصة الشيعة كونها مرقد أول أئمة الشيعة علي بن أبي طالب ويوجد فيها مسجدا الكوفة والسهلة، ويوجد أيضا في المدينة عدة معالم تاريخية وأغلبها معالم إسلامية. اختيرت النجف لتكون عاصمة الثقافة الإسلامية عام 2012.

## التسمية

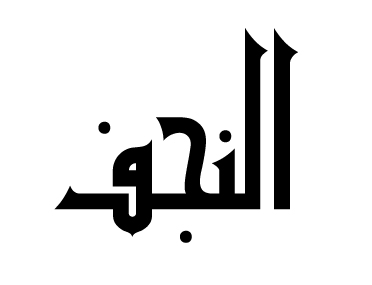
النجف بالخط الكوفي.

أطلق على منطقة النجف العديد من التسميات وذلك نتيجة لامتداد تاريخ المنطقة إلى عصر ما قبل الإسلام بمدة زمنية طويلة، قد لا يمكن تحديدها وفق إطار زمني معين، لكون المنطقة لم تزل بكراً وهي بحاجة إلى التنقيبات الأثرية لكشف اللثام عن كثير من الحقائق التاريخية التي لم تزل موضع حدس وتخمين من قبل الباحثين، بحيث يمكن الاستناد إليها في رسم البعد التاريخي والحضاري لهذه المنطقة.
وعلى امتداد تاريخها عُرِفت بعدة تسميات اختلفت في مبناها ومنحاها إلا أنها قد اجتمعت وأصبحت من أسماء النجف فحسب وهي:-
1- النجف :
تعد من أكثر التسميات اشتهارا والتي عرفت بها منطقة النجف، وهي الأكثر استعمالا ووقوعاً في كتب اللغة والتاريخ والجغرافيا، فضلاً عن الأحاديث الدينية الواردة عن أهل البيت.
ففي كتب اللغة، النجف اسم عربي ومعناه (المنجوف) وقال ابن زكريا: ((النجف ((مكان مستطيل لا يعلوه الماء)) أي المكان المرتفع أو المحل المرتفع، الذي لا يعلوه الماء، و ((النجفة شبه التل))، والجمع نجاف وهي ((بطون الأرض في أسفلها سهولة تنقاد في الأرض، لها أودية تنصب إلى لين من الأرض))، وقال عنها الأزهري ((النجفة التي بظهر الكوفة وهي كالمسناة تمنع ماء السيل أن يعلو منازل الكوفة ومقابرها)).
أما ابن جبير فقد عبر عنها بقوله ((وهي بظهر الكوفة كأنه حد بينها وبين الصحراء وهو صلب من الأرض منفسح متسع للعين فيه مراد واستحسان وانشراح)) وقد أشار إليها حنين الحيري المغني بقوله:
أنا حنين ومنزلي النجف وما نديمي إلا الفتى القصف
ويرى (ماسنيون) أن اسم النجف يطلق قديماً على الجزء الغربي المطل على البصرة المالحة من ذلك اللسان أي بتحديد أكثر دقة هي المنطقة التي تعرف ((بظهر الحيرة – ظهر الكوفة)).
وذهبت بعض الروايات المنقولة عن الأئمة أن النجف هو الجبل الذي قال عنه ابن نوح ((سآوي إلى جبل يعصمني من الماء))، وكان في المنطقة بحر يسمى بحر (الني) ثم جف بعد ذلك فقيل ((ني جف، فسمي نيجف ثم صار بعد ذلك يسمونه (نجف) لأنه كان أخف على ألسنتهم)).
2- بانقيا :
بكسر النون، وهي من التسميات التي عرفت بها منطقة النجف، وقد حدد موقعها الجغرافي البكري، بقوله ((أرض بالنجف دون الكوفة))، أما الفيروز آبادي ((بانقياه بالكوفة)).
وقد أشار الشاعر ميمون بن قيس إلى هذا الموقع بقوله:
فما نيل مصر إذا تسامى عبابه ولا بحر بانقيا إذا راح مفعما
وقد أشار الشاعر إلى بحر بانقيا والمراد به بحر النجف، ويميل الدكتور الحكيم وفق هذا القول إلى أن ((بانقيا على بحر النجف، أو في المنطقة الواقعة بين النجف والحيرة))، وللحسني رأي مختلف عن هذا حيث يقول: ((وبانقيا ليس لها أي ارتباط بأرض الغري – النجف – بل هي ربما أقرب إلى كربلاء)) بينما نجد الدكتور جواد علي ليس له أي اعتراض أو تعقيب حول تحديد الجغرافيين لمنطقة بانقيا.
هناك رواية يرويها البكري مضمونها أن إبراهيم ولوطاً – مرا بها – بانقيا – يريدان بيت المقدس مهاجرين فنزلا بها، وكانت تزلزل في كل ليلة، فلما باتا بها لم تزلزل ثم صلى بها وبكى إلى آخر الرواية حيث اشترى إبراهيم هذه الأرض ودفع لهم غنيمات كن معه، والغنم بالنبطية يقال لها (نقيا)، وذكر أنه يحشر من ولده من ذلك الظهر سبعون ألف شهيد فاليهود تنقل موتاها إلى بانقيا.
3- الجودي :
ورد هذا الاسم في كتب التفسير واللغة والتاريخ والبلدانيين وكتب الأخبار ففي كتب اللغة الجودي موضع وقيل جبل، وهذا ما عنته الآية الكريمة بقوله تعالى ((وقيل يا أرض أبلعي ماءك، ويا سماء أقلعي وغيض الماء وقضى الأمر واستوت على الجودي وقيل بعداً للقوم الظالمين)).
فذكر أن المراد من (الجودي) جبل في النجف استوت عليه سفينة نوح، لما نضب الماء وأصبح علماً لهذه البقعة الشريفة.
وذهب بعض اللغويين إلى القول أنه هو فرات الكوفة، وعند استعراض المفسرين لحادثة الطوفان وتفسيرهم لهذه الآية ((حتى إذا جاء أمرنا وفار التنور)) حيث يروى أن هذا التنور، تنور أهل نوح فار الماء منه وذكروا أنه في ناحية الكوفة وهذا ما أكده بعض المؤرخين.
ويروي الشيخ المجلسي أن الجودي بقرب الكوفة وربما هو الغري.
4- الطور:
عرفت النجف بالطور وكلمة (الطور) حسبما جاءت في كتب اللغة هي الجبل، وقد أشار علي بن أبي طالب بوصيته لأولاده حول موضع مدفنه بقوله ((إن أخرجوني إلى الظهر فإذا تصوبت أقدامكم واستقبلتكم ريح فادفنوني، وهو أول طور سينا، ففعلوا ذلك)).
5- الربوة :
وهي إحدى التسميات التي عرفت بها النجف، وقد وردت هذه التسمية في كتب اللغة والتفسير والجغرافية.
ففي اللغة (الربوة) كل ما أرتفع عن الأرض وربا جمعها ربى، وفي الأخبار الواردة عن جعفر الصادق تأكيد أن المراد بـ (الربوة) النجف. فعن سليمان بن نهيك عن أبي عبد الله الصادق في قول الله عز وجل ((وآويناهما إلى ربوة ذات قرار ومعين)) قال الربوة نجف الكوفة والمعين الفرات.
وهذا ما أشار إليه إبن عساكر عن (محمد بن مسلم) قال سألت الصادق عن قول الله عز وجل ((وجعلنا ابن مريم وأمه آية، وآويناهما إلى ربوة ذات قرار معين)) قال: الربوة النجف، والقرار المسجد، والمعين الفرات، وهذا ما أورده الطريحي بقوله بأن ((الربوة نجف الكوفة والمعين الفرات))، وعليه يمكن القول بأن الربوة هي النجف لارتفاع أرضها عما جاورها.

6- الظهر :
((ظهر الحيرة – ظهر الكوفة)) هما من التسميات المعروفة عند المؤرخين والجغرافيين حيث يشار إلى هاتين التسميتين بدلالة (النجف)، وأرتبط ظهورهما بتأسيس مملكة الحيرة العربية، أي منذ القرن الثاني الميلادي، حيث كانت تمثل النجف الوجه الحضاري والعمراني لهذه المملكة، وذلك من خلال انتشار القصور والأديرة والحصون والقلاع فيها.
7- الغري :
من التسميات المتداولة الشائعة التي عرفت بها منطقة النجف منذ عصر ما قبل الإسلام حتى وقتنا الحاضر، حيث وردت في المعاجم اللغوية وكتب التاريخ والأدب والأخبار والمراد منها بقعة النجف.
ففي اللغة الغري معناه الحسن من كل شيء، فالرجل إذا كان حسن الوجه فهو مليح فهو غري، والبناء الجيد حسن التصميم فهو غري.
قال ياقوت الحموي أن ((الغري نصب كان يذبح عليه الفنائر، والغريان طربالان، وهما بناءان كالصومعتين بظاهر الكوفة قرب مشهد أمير المؤمنين)).
ويعلل الدكتور الحكيم صعوبة تحديد الموقع الجغرافي للغريين نتيجة لانطماس معالمهما من الوجود، وقد ذكر القزويني أن الغريين يقعان قرب مرقد أمير المؤمنين.
8- المشهد :
وهي من التسميات التي عرفت بها مدينة النجف بعد ظهور القبر وعمارته والمشهد كما جاء في مصادر اللغة ((مجمع الناس أو محضر الناس))، وقد أوفى الشيخ محبوبة هذا التعريف بقوله ((وهو مجمع الخلق، ومحفلهم وكل مكان يشهده البشر وتحتشد به فهو مشهد))، وهي صفة غالبة على مرقد علي بن أبي طالب، ويرى الدكتور الحكيم أن مصطلح (المشهد) أخذ يحل تدريجياً محل مصطلح (الغري) منذ القرن الثاني للهجرة أي بعد أن أخذت العمارة طريقها لبناء المرقد العلوي.
9- وادي السلام :
من الأسماء التي عرفت واشتهرت بها بقعة النجف، وأن تسمية وادي السلام لا تشير إلى وجود واد في المنطقة، بل إلى معنى أرض السلام، أرض الطمأنينة والراحة، فكل من أخذته رجلاه لزيارته دخل قلبه الخشوع والرهبة من مصير محتوم لا مفر منه.
وتعتبر مقبرة وادي السلام أكبر مقبرة إسلامية في العالم (43)، حيث لم تقتصر على سكان مدينة النجف فحسب ولا العراق وحده بل الكثير من البلاد الإسلامية فهي تضم قبور الأنبياء والصحابة والملوك والسلاطين والتابعين وأمراء الحمدانيين والفاطميين وسلاطين البويهيين والصفويين والقاجاريين ومدافن الجلائريين والوزراء والشعراء والعلماء والعظماء.
وقد أشار الشيخ الشرقي في قصيدة تضمنت هذا المعنى بقوله:
سل الحجر الصوان والأثر البادي خليلي كم جيل قد احتضن الوادي
فيا صيحة الأجيال فيه إذا دعت ملايين آباء ملايين أولاد
ثلاثون جيلاً قد ثوت في قرار تزاحم في عرب وفرس وأكراد
واقترنت أهمية وادي السلام عند المسلمين عندما أختط القبر في هذه المنطقة حيث أخذت الناس تنقل موتاها إليه، على الرغم من أن التاريخ يحدثنا أنها كانت مقبرة لكثير من الفئات الدينية التي سكنت هذه المنطقة في عصر ما قبل الإسلام لقدسيتها، وقد حدد جعفر الصادق موضع وادي السلام في النجف بقوله ((بين وادي النجف والكوفة)).

### أصل التسمية
يرجع أصل تسمية النجف إلى إن النجف معناه السد الذي يمنع سيل الماء أن يعلو الكوفة ومقابرها. فالنجف تسمّى ظهر الكوفة لعلوّها وهي عشرة كيلو مترات عن الكوفة وهناك قول اخر هو إن النجف كان ساحل بحر الملح المتصل بشط العرب، وكان يسمّى بحر «النيّ» ولما جفّ البحر قِيل: «النيّ جفّ» ثم لاحقاً دمجت الكلمتان وسقطت الياء فصار الاسم هو النجف. ومن الأسماء التاريخية للنجف، بانقيا، ظهر الكوفة، الغري، المشهد، الربوة، الطور، وادي السلام، والجودي، وهو الجبل المذكور في القرآن الذي استوت عليه سفينة نوح، وإن كان البعض يعتقد أن الجبل المذكور يقع في أرمينيا. ويعتقد الشيعة أن آدم، أبا البشر، والنبي نوح، مدفونان في نفس  القبر الذي دفن فيه علي ابن أبي طالب، وأن النبيين هود وصالح مدفونان في النجف في مقبرة وادي السلام، التي تعد أكبر مقبرة في العالم وأدرجت ضمن قائمة التراث العالمي، إذ تحتوي على نحو ستة ملايين قبر. وتذكر بعض الروايات الشيعية إن سفينة نوح بعد الطوفان رست في مدينة الكوفة، التي تبعد عن النجف نحو عشرة كيلو مترات، وهناك شاهد في مسجد الكوفة حيث يعتقد بأنه مكان رسو السفينة التي حفرت حفرة في المكان. وبعد ظهور قبر علي ابن أبي طالب في النجف في القرن الثامن ميلادي، اتسع نطاق العمران في المدينة الصحراوية، حتى أصبحت مدينة عامرة. وفي عهد الخليفة العباسي هارون الرشيد في القرن العاشر ميلادي أقيمت أول عمارة لقبر علي بن أبي طالب، ثم قام الملك البويهي الشيعي، عضد الدولة، في أواخر القرن نفسه بصرف أموال طائلة لتشييد مقام جميل للقبر.

## التاريخ

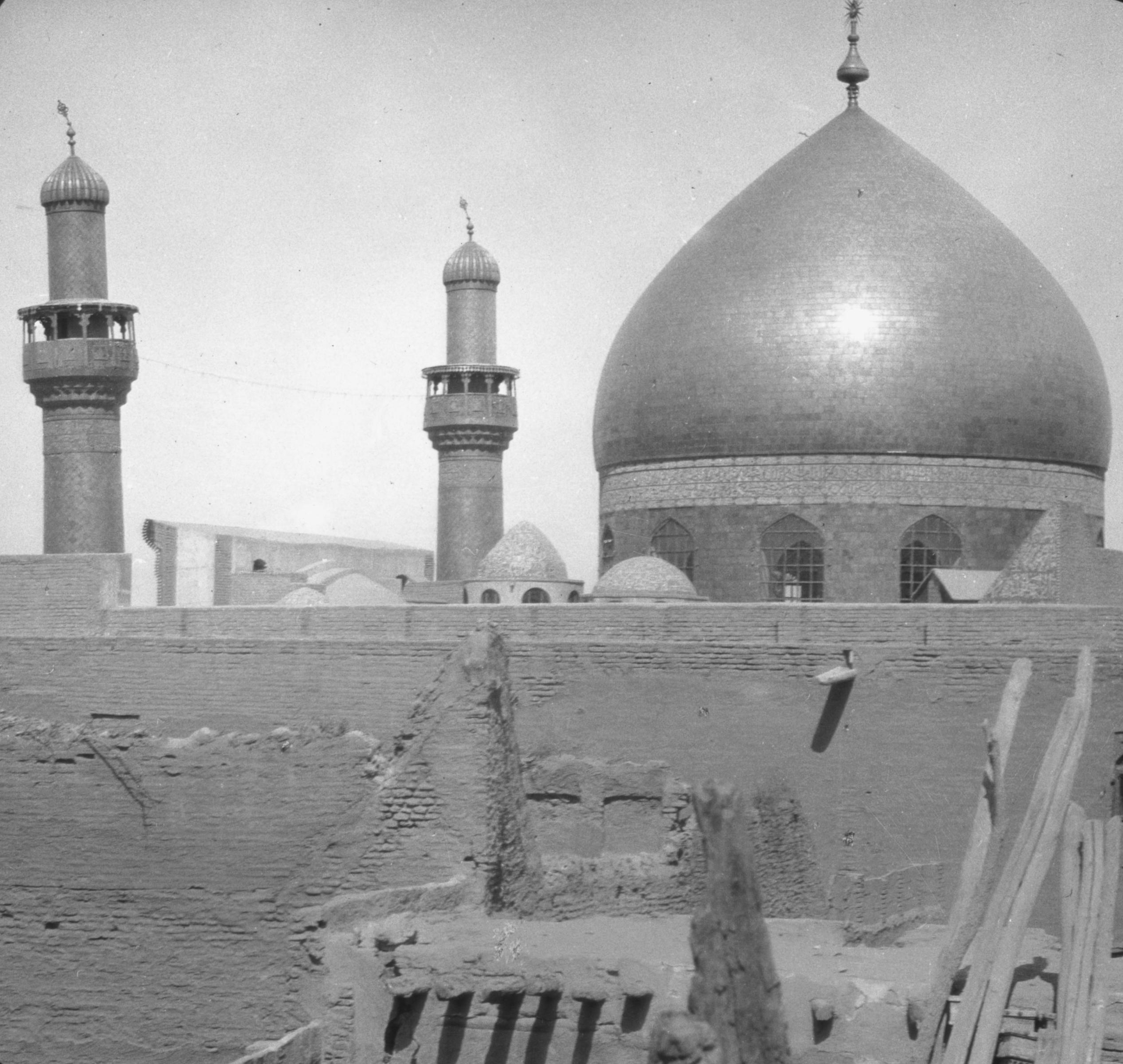
ضريح الإمام علي عام 1932م

يعود تاريخ المدينة إلى العصر الإسلامي حيث كانت تنتشر بها الأديرة والمعابد المسيحية في عهد مملكة الحيرة حيث كانت تابعة لمدينة الكوفة بعد ذلك اتخذ علي بن أبي طالب الكوفة عاصمة له، وفي أيام الوالي العثماني مدحت باشا في ظل سيطرة الدولة العثمانية على العراق أصدر قانون تنظيم البلديات في 1294هـ ومن ضمن هذه البلديات كان بلدية النجف وفي سنة 1931 في ظل المملكة العراقية أُصدر قانون إدارة البلديات رقم 84 الذي نص على إلغاء قانون البلديات الصادر من الدولة العثمانية ويحل هذا القانون بدله.

### التوسعة والإعمار

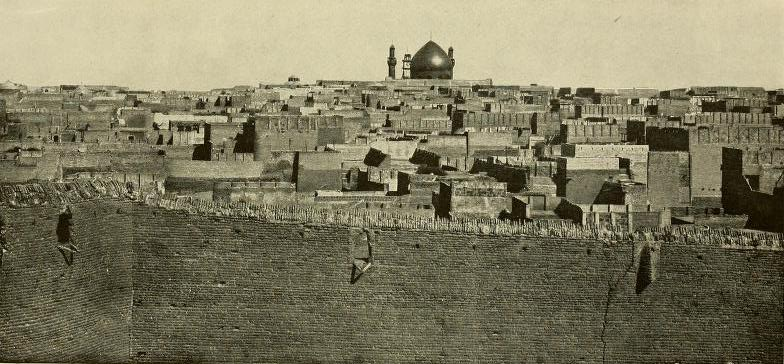
مدينة النجف سنة 1914م

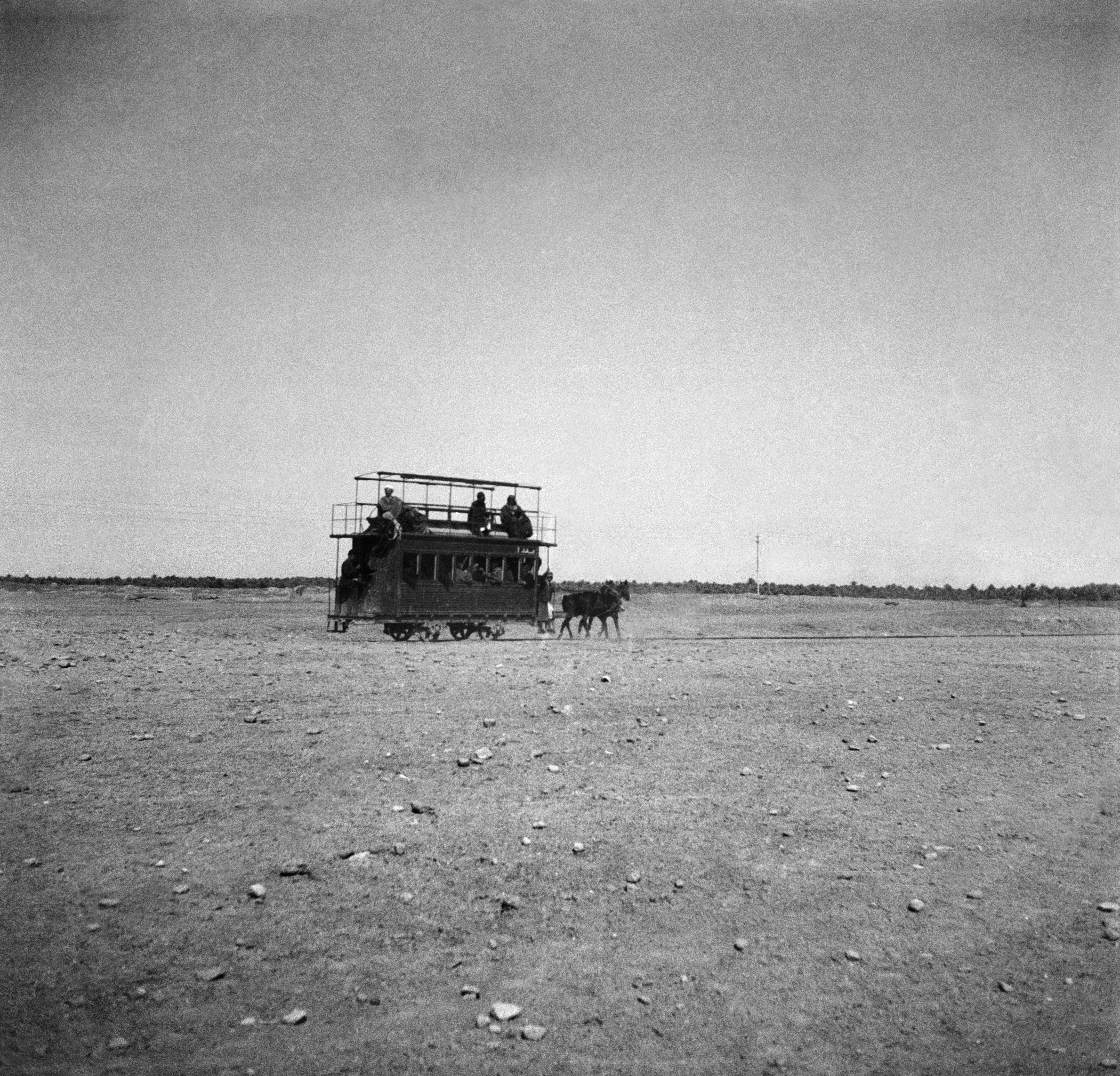
عربة ترامواي النجف -الكوفة بين عامي 1933 و 1934

سنة (170 هـ) وبعد ظهور قبر علي ابن أبي طالب تمصرت النجف واتسع نطاق العمران فيها، وتوالت عليها عمليات الإعمار شيئا فشيئا حتى أصبحت مدينة عامرة، وقد مرت عمارتها بثلاثة أطوار هي:
الأول: طور عمارة عضد الدولة البويهي الذي امتد من سنة (338 هـ) إلى القرن التاسع الهجري، وهو يمثل عنفوان ازدهار مدينة النجف، حيث شيد أول سور يحيط بالمدينة، ثم بنى أبو محمد بن سهلان الوزير البويهي سنة 400 هـ السور الثاني للمدينة.
الثاني: الطور الذي يقع بين القرن التاسع وأواسط القرن الثالث عشر الهجريين، حيث أصبح عمرانها قديماً وذهبت نضارتها بسبب الحروب بين الأتراك والفرس.
الثالث: وهو العهد الأخير الذي يبدأ من أواسط القرن الثالث عشر الهجري، وفيه عاد إلى النجف نضارتها وازدهر العمران فيها، وحدثت فيها الكثير من التغيرات العمرانية والثقافية والخدمية، بعد أن كانت قضاء تابعاً لمحافظة كربلاء.
- بين سنتي (550 هـ و656 هـ) اعتنى الخليفة الناصر لدين الله العباسي عناية فائقة بالمدينة، شملت أعمال عمران واسعة وترميم المشهد العلوي فيها.
- في نهاية القرنين السابع والثامن الهجريين وفي عهد السلطتين الالخانية والجلائرية في العراق تطورت النجف من حيث العمران وازدحام السكان وإنشاء دور العلم.
- في سنة (1226 / هـ / 1810 م) أمر الصدر الأعظم نظام الدولة محمد حسين خان العلاف (و زير فتح علي شاه القاجاري) بتشييد أضخم وأقوى سور للمدينة بعد أن تكررت هجمات غزاة نجد من الوهابيين على المشاهد المقدسة.
- سنة (1325 هـ / 1908 م) أنشأت شركة أهلية، سكة الحديد (ترامواي) تربط المدينة بالكوفة.
- سنة (1348 هـ / 1929 م) ربطت النجف بالكوفة بأنابيب نصبت لها مضخات تدفع المياه فيها بعد أن كانت المدينة تعتمد على حفر الترع والنهيرات لإيصال الماء من نهر الفرات البعيد عن المدينة.
- سنة (1350 هـ / 1931 م) فتحت الحكومة المحلية على عهد القائم مـقام جعفر حمندي خمسة أبواب في سور المدينة وخططت الساحة الكبيرة في جنوبها، وقام التجار وأهالي المدينة بإقامة القصور والدور والمقاهي والحدائق والحوانيت.
- أنشأت السلطات الاميرية في المدينة المدارس والحدائق والمنتزهات المختلفة ومستشفىً واسعاً، سميت هذه المحلة الجديدة بـ (الغازية) نسبة إلى اسم الملك غازي.
- سنة 1948 م رفعت سكة الحديد (ترامواي) بعد أن تيسرت السيارات اللازمة للتنقل بين النجف والكوفة وعُبّد الطريق بينهما.

## الجغرافيا

### الموقع
تقع مدينة النجف على حافة الهضبة، أي عند الحافة الشرقية للصحراء الغربية، التي تفصل العراق عن حدود المملكة العربية السعودية، حيث يحدها من الغرب بحر النجف والهضبة الغربية، ومن الجنوب قصبة الحيرة وأبو صخير، ومن الشمال هضبة النجف، ويحدها من الشرق مدينة الكوفة، وبذلك تشغل بحكم موقعها الجغرافي الطبيعي المنطقة الانتقالية ما بين السهل الرسوبي والهضبة الغربية، اللذين يشكلان أنواع السطح في وسطها وجنوبها، ويكون بحر النجف كحد فاصل ما بين المنطقتين. أما الجهات الغربية منها فيتشكل إقليما لا يساعد على ظهور استيطان فيها، بينما نجد في جنوبها الغربي، في منطقة بحر النجف إقليما قابل للإنماء الزراعي وإلى الشرق منها، إقليم زراعي حول الكوفة والفرات الأوسط. وتقوم مدينة النجف على رابية مرتفعة فوق أرض رملية فسيحة ترتفع عن سطح البحر حوالي 70 مترا. وتقع النجف قديما على الطريق البري بين بغداد ومكة المكرمة. بمسافة 260 فرسخا عن بغداد، كما ذكره المستوفي القزويني المتوفى سنة 750هـ. وتبعد النجف اليوم عن جسر الكوفة 9 كيلومترات، وعن كربلاء 85 كيلومترا.
وهذا الموقع يجعلها ضمن إقليم المناخ الصحراوي ذو المظهر الشتوي ويقتصر نزوله على الفصل البارد في السنة، بينما ترتفع درجات الحرارة في فصل الصيف فتصل فوق (24°) في عدة أيام منه، ويرجع ذلك إلى بعد المسطحات المائية عنها التي من شأنها أن تقلل هذا المدى الحراري (8)، فضلا عن كونها منطقة عارية من الغطاء النباتي.

### المناخ

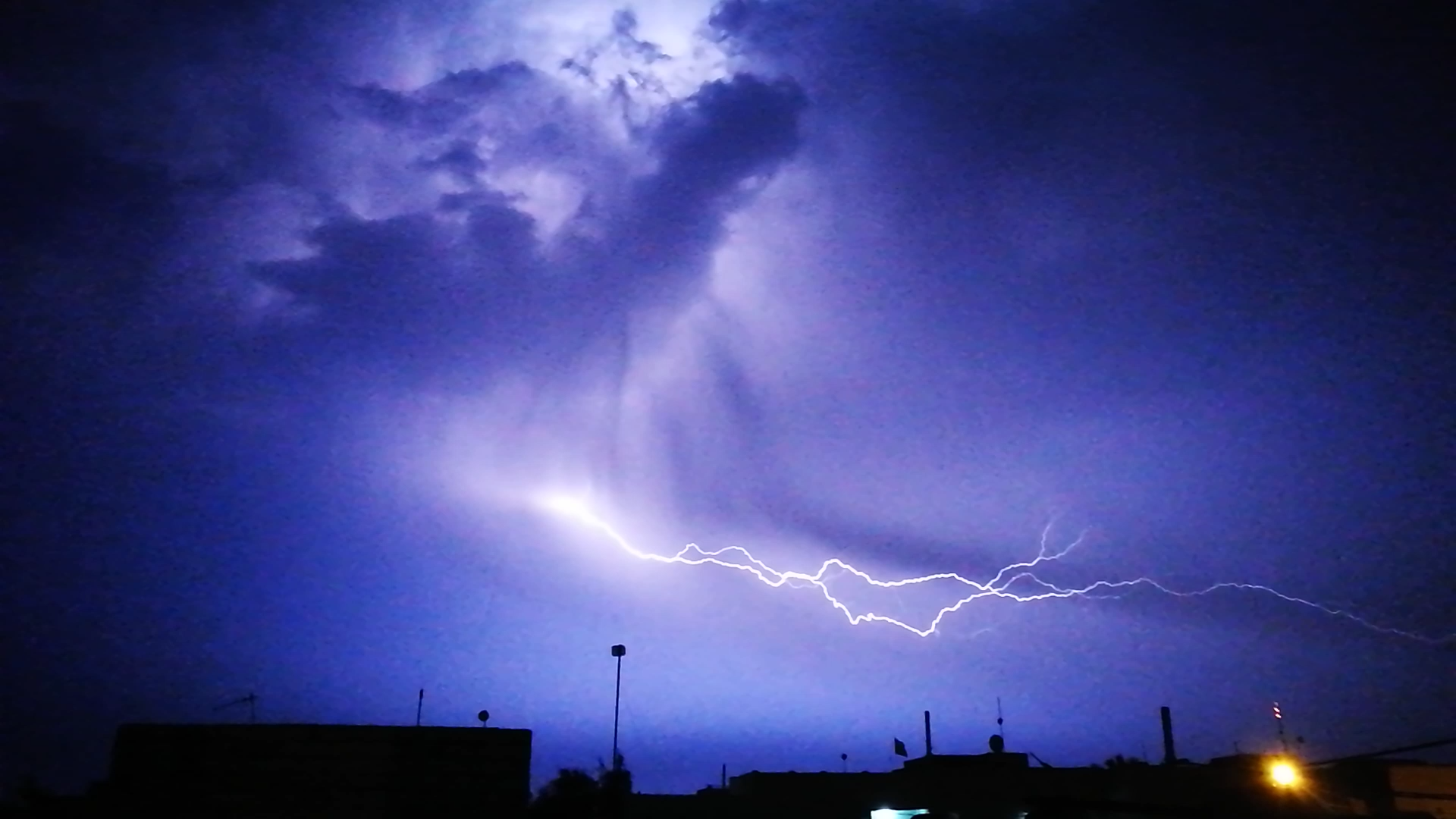
صورة لسماء النجف في شهر نيسان

| البيانات المناخية لـمدينة النجف   | البيانات المناخية لـمدينة النجف | البيانات المناخية لـمدينة النجف | البيانات المناخية لـمدينة النجف | البيانات المناخية لـمدينة النجف | البيانات المناخية لـمدينة النجف | البيانات المناخية لـمدينة النجف | البيانات المناخية لـمدينة النجف | البيانات المناخية لـمدينة النجف | البيانات المناخية لـمدينة النجف | البيانات المناخية لـمدينة النجف | البيانات المناخية لـمدينة النجف | البيانات المناخية لـمدينة النجف | البيانات المناخية لـمدينة النجف |
| الشهر                             | يناير                           | فبراير                          | مارس                            | أبريل                           | مايو                            | يونيو                           | يوليو                           | أغسطس                           | سبتمبر                          | أكتوبر                          | نوفمبر                          | ديسمبر                          | المعدل السنوي                   |
| --------------------------------- | ------------------------------- | ------------------------------- | ------------------------------- | ------------------------------- | ------------------------------- | ------------------------------- | ------------------------------- | ------------------------------- | ------------------------------- | ------------------------------- | ------------------------------- | ------------------------------- | ------------------------------- |
| متوسط درجة الحرارة الكبرى °م (°ف) | 14 (58)                         | 18 (65)                         | 23 (74)                         | 30 (86)                         | 36 (97)                         | 41 (105)                        | 42 (108)                        | 42 (107)                        | 39 (102)                        | 33 (91)                         | 23 (74)                         | 17 (62)                         | 30 (86)                         |
| متوسط درجة الحرارة الصغرى °م (°ف) | 7 (44)                          | 9 (49)                          | 13 (56)                         | 19 (66)                         | 23 (74)                         | 28 (82)                         | 29 (85)                         | 29 (84)                         | 27 (80)                         | 21 (70)                         | 13 (55)                         | 8 (47)                          | 19 (66)                         |
| أدنى درجة حرارة °م (°ف)           | −7.2 (19.0)                     | −4.5 (23.9)                     | 2.2 (36.0)                      | 7.0 (44.6)                      | 13.0 (55.4)                     | 17.8 (64.0)                     | 19.4 (66.9)                     | 22.2 (72.0)                     | 18.3 (64.9)                     | 7.0 (44.6)                      | 0.2 (32.4)                      | −2.5 (27.5)                     | −7.2 (19.0)                     |
| الهطول سم (إنش)                   | 2.5 (1)                         | 1.3 (0.5)                       | 1.3 (0.5)                       | 1.3 (0.5)                       | 0.51 (0.2)                      | 0 (0)                           | 0 (0)                           | 0 (0)                           | 0 (0)                           | 0.51 (0.2)                      | 1.0 (0.4)                       | 1.0 (0.4)                       | 6.9 (2.7)                       |
| المصدر #1: Weatherbase            |                                 |                                 |                                 |                                 |                                 |                                 |                                 |                                 |                                 |                                 |                                 |                                 |                                 |
| المصدر #2:                        |                                 |                                 |                                 |                                 |                                 |                                 |                                 |                                 |                                 |                                 |                                 |                                 |                                 |

## السكان

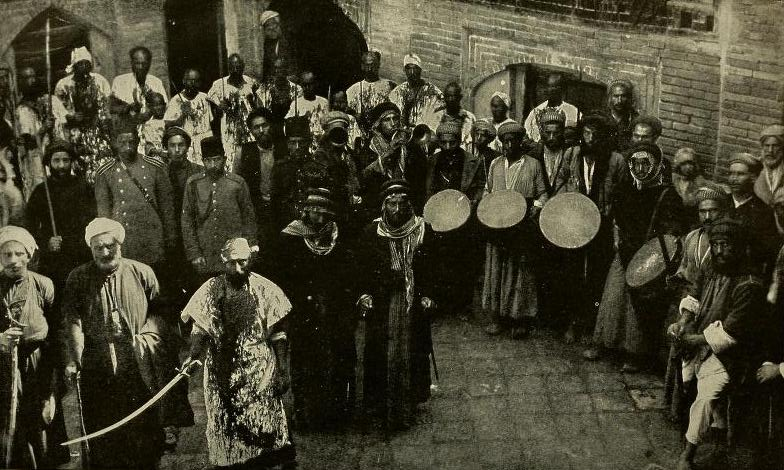
مجموعة من السكان في النجف

يتصف المجتمع السكاني بالتغير الديناميكي أي حالة حركية مستمرة تتمثل بالتوالد والتكاثر والوفيات والتناقص، والمجتمع السكاني في النجف، تتعايش معه تلك الحالات إلا أن المجتمع السكاني في النجف خاصة وفي العراق عامة، يتعرض إلى جملة من الهجرات المتداخلة من وإلى المحافظة سواءً داخلياً وخارجياً وبالشكل الآتي:
1. الهجرة الداخلية في المحافظة باتجاه محافظة بغداد لغرض طلب العلم ورفع مستوى المعيشة.
2. الهجرة الداخلية باتجاه المحافظة من المحافظات المجاورة كالديوانية وبابل لغرض رفع مستوى المعيشة.
3. الهجرة الداخلية من الريف إلى المدينة.
4. الهجرة الداخلية باتجاه محافظة النجف من محافظتي البصرة وذي قار والتي شكّلت نوعاً من التهجير لأسباب سياسية وقسرية من قبل النظام السابق.
5. الهجرة الخارجية أي إلى الخارج في عقد الثمانينات في عام (1991) لأسباب سياسية وقسرية من النظام السابق.
6. الهجرة الداخلية باتجاه محافظة النجف من المناطق التي شهدت أحداثاً طائفية.

ومن جهة أخرى فإن توزيع السكان حسب البيئة في محافظة النجف حيث إن نسبة سكان الحضر يشكلون نسبة (68.1%) من المجموع الكلي لسكان المحافظة، ويشكل سكان الريف (31.9%) وفقا لتقديرات عام (2010) وتوزيع السكان من حيث الجنس فإنها متقاربة، ففي حين تبلغ نسبة الذكور في عموم المحافظة (50.4%) ونسبة الإناث (49.6%).

### الديانة
يدين أغلب السكان بالدين الإسلامي حسب المذهب الشيعي الاثني عشري وذلك لوجود مرقد علي بن أبي طالب فيها الإمام الأول لدى الشيعة.

## أحياء مدينة النجف

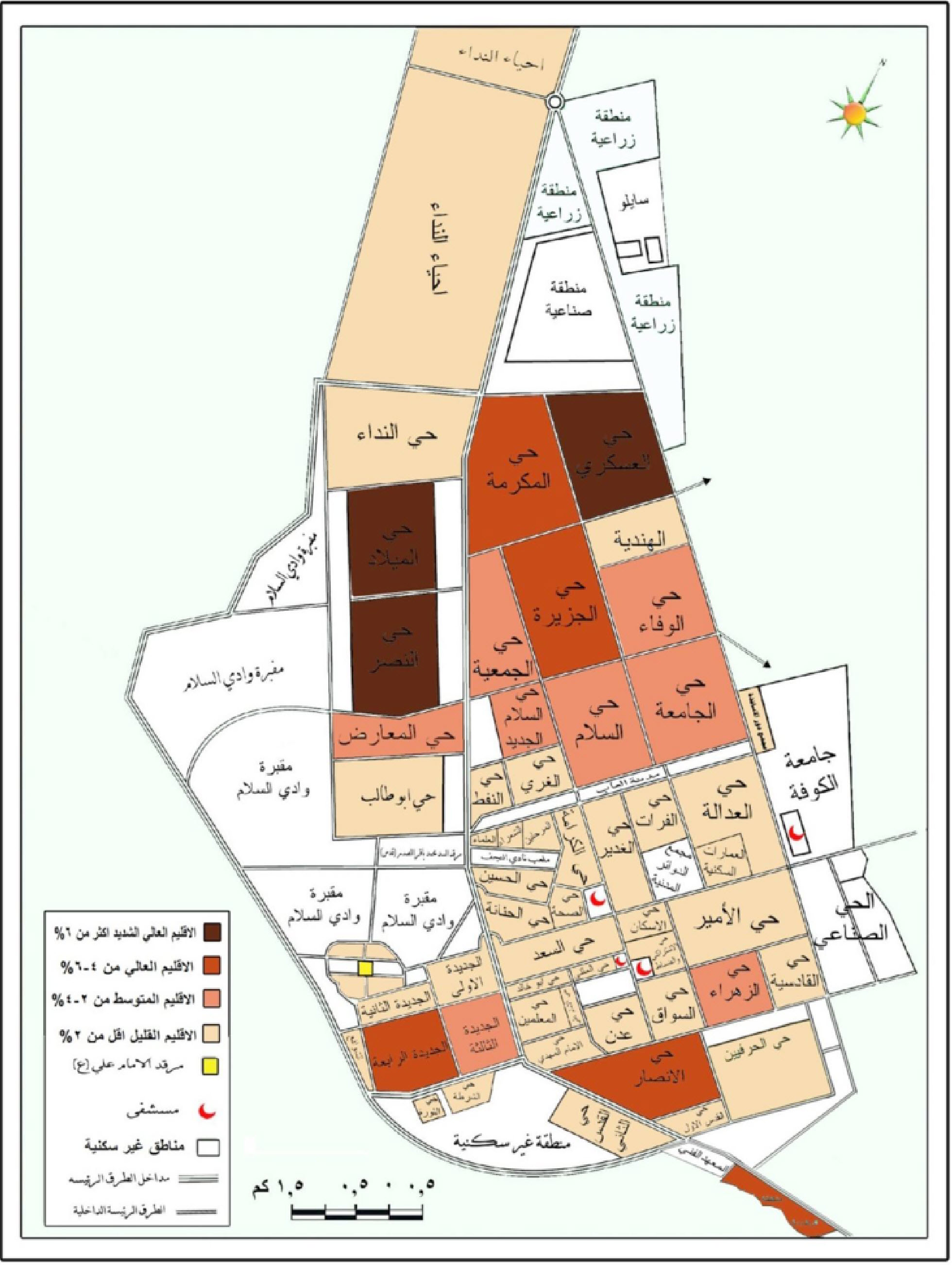
أحياء النجف سنة 2017

| اسم الحي           | مساحته هكتاراً | سكانه |
| أبو طالب           | 92.03         | 13572 |
| الأطباء والنفط     | 60.13         | 6098  |
| الاشتراكي والإسكان | 72.46         | 6261  |
| الحوراء            | 63.06         | 8827  |
| الزهراء            | 88.3          | 14713 |
| القادسية           | 62.1          | 13588 |
| الأمير             | 171.52        | 16403 |
| السعد              | 97            | 5979  |
| المثنى وأبو خالد   | 37.36         | 4453  |
| المعلمين           | 59.96         | 5607  |
| المهدي             | 31.42         | 4809  |
| الأنصار            | 149.6         | 45258 |
| القدس 1            | 27.37         | 4185  |
| القدس 2            | 89.61         | 4908  |
| العدالة            | 163.58        | 12199 |
| الفرات             | 64.85         | 2940  |
| الغدير             | 92.2          | 8215  |
| الكرامة والصحة     | 80.99         | 8215  |
| الحنانة            | 49.39         | 3313  |
| الحسين             | 84.39         | 9821  |
| العلماء والشعراء   | 48.18         | 9279  |
| الشرطة والثورة     | 41.97         | 13143 |
| الغري              | 77.12         | 9147  |
| السلام الجديد      | 100.25        | 6484  |
| السلام             | 204.05        | 15130 |
| الجامعة            | 239.42        | 23014 |
| الوفاء             | 165.73        | 25015 |
| العروبة            | 218.38        | 44255 |
| الجمعية            | 152.23        | 21218 |
| الهندية            | 86.99         | 13469 |
| العسكري            | 267.4         | 53576 |
| الكرمة             | 282.29        | 46844 |
| النصر              | 271.55        | 40718 |
| الميلاد            | 234.19        | 45706 |
| الميلاد الجديد     | 209.98        | 36558 |
| الجديدات           | 349.69        | 98599 |
| المدينة القديمة    | 96.88         | 9756  |
| الرحمة             | 193.45        | 42635 |
| الرضوية            | 328.25        | 34615 |

## المواصلات

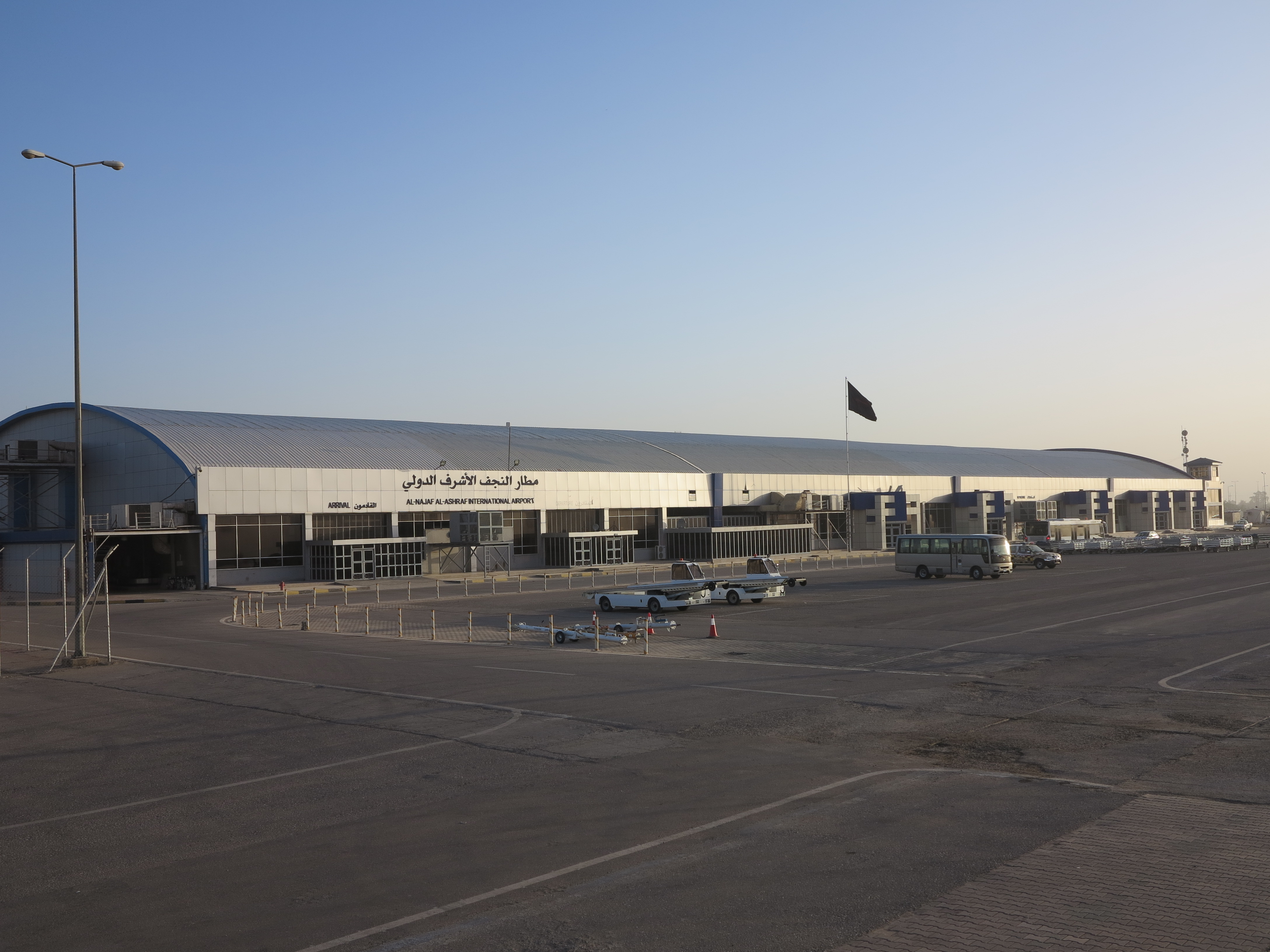
مطار النجف الدولي

لقطة من المطار

تمتلك مدينة النجف طرق برية تربطها بأربع مدن عراقية ومن أشهرها طريق نجف-كربلاء-بغداد من الشمال وطريق نجف-سماوة من الجنوب وطريق النجف مع الديوانية من الجنوب الشرقي وطريق النجف مع الحلة من الشمال الشرقي.
مطار النجف الدولي هو أحد أهم المطارات في العراق والمطار الوحيد في منطقة الفرات الأوسط، في 20 يوليو 2008 تم افتتاح المطار رسمياً لإستقبال رحلات الطيران القادمة لمدينة النجف، ويعد هذا المطار من أهم المشاريع التي أنجزت في محافظة النجف.

## التعليم
جامعة الكوفة هي إحدى أهم الجامعات العراقية وأقدم جامعة في النجف تأسست في عام 1987 وتحتوي على 20 كلية ملحقة بالجامعة.

شعار جامعة الفرات الأوسط التقنية

جامعة الفرات الأوسط التقنية، هي جامعة تقنية حكومية تأسست في العام الدراسي 2014 وتعتبر من أحدث الجامعات التي تأسست في مدينة النجف ورئيسها الحالي عبد الكاظم جعفر الياسري.
جامعة جابر بن حيان الطبية وهي جامعة طبية حكومية تأسست عام 2014 في النجف ورئيسها الأستاذ الدكتور محمد باقر محمد رشاد فخر الدين.

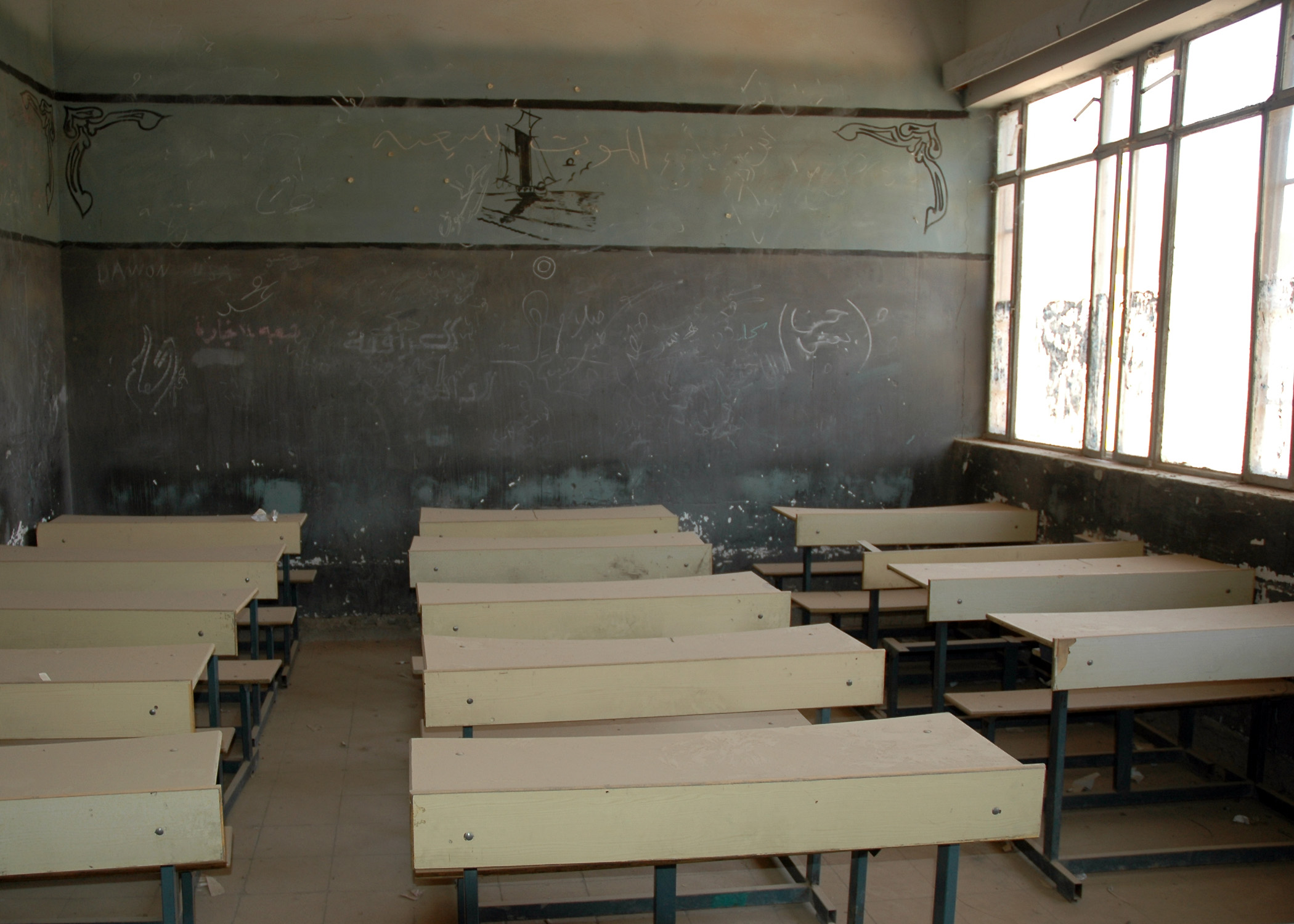
أحدى المدارس في النجف

### التعليم الديني
تعتبر مدينة النجف أهم المراكز للتعليم الديني وذلك بسبب وجود الحوزة العلمية فيها والتي تُعرف بحوزة النجف، والتي أوجدت الكثير من علماء دين الشيعة الاثنا عشرية وكبار المراجع في الفقه الإسلامي الجعفري، وخصوصًا عند المدرسة الأصولية فيها، حيث تحولت إلى أهم المراكز الدينية للمسلمين الشيعة، أذ تستقطب الآلاف من طلاب العلوم الإسلامية.

## الرياضة
كرة القدم هي الرياضة الأكثر شعبية في مدينة النجف كما هو الحال في باقي مدن العراق، فقد تأسس نادي النجف الرياضي في عام 1961م، وهو أول وأقدم نادي رياضي تأسس في مدينة النجف يحتوي على ملعب يتسع لأكثر من 15 ألف متفرج،

ملعب النجف القديم

ملعب النجف، هو ملعب يستخدم لمباريات كرة القدم لنادي النجف الرياضي تأسس في عام 1970، ويقع في حي الحسين ويتسع ل15000 متفرج.
ملعب النجف الجديد أو ملعب النجف الدولي (بالإنجليزية: New Najaf Stadium) هو أحد أكبر الملاعب في مدينة النجف تأسس في عام 2011 ولفتتح في عام 2014، يتسع لنحو 30,000 متفرج.

## معالم المدينة

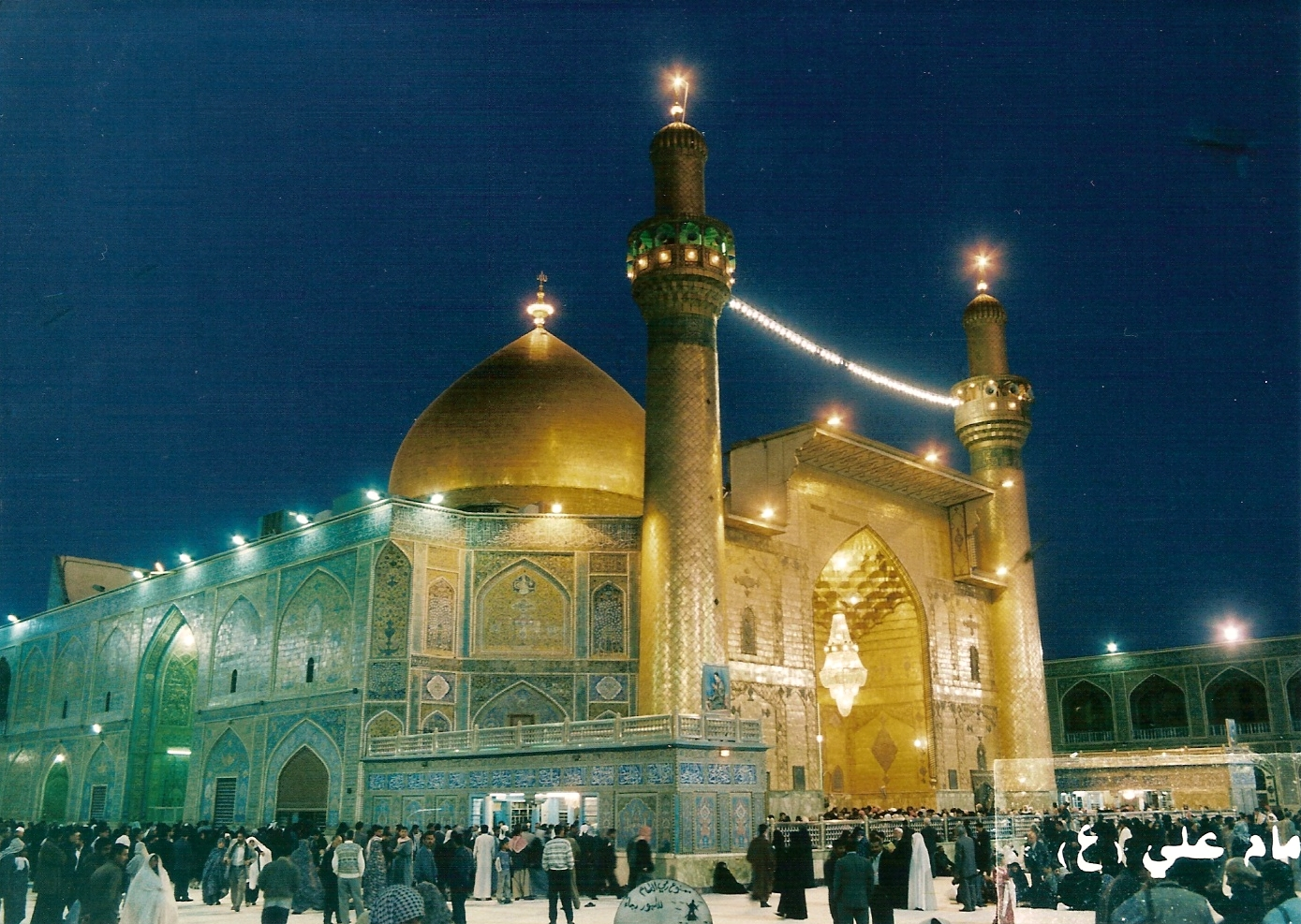
مرقد الإمام علي في مدينة النجف

بقايا أثار قصر الصنين في منطقة الصنين

النجف بلدة واسعة تقع على رابية مرتفعة فوق أرض رملية فسيحة تطل من الجهة الشمالية الشرقية على مساحة واسعة من القباب والقبور حيث مقبرة وادي السلام وتشرف من الجهة الغربية على بحر النجف الجاف ويشاهد القادم من مسافة بعيدة مرقد علي بن أبي طالب الذي يقع في وسط المدينة وهنالك الحوزة العلمية ومكتبات الكتب المنتشرة في المدينة وأيضاً يوجد السوق الكبير الذي يبتدئ من سور المدينة الشرقي وينتهي عند الصحن العلوي ويكثر فيه صاغة الذهب ومحال بيع الأقمشة وكذلك محال بيع حلويات الدهين وتعتبر جامعة الكوفة واحدة من أهم الجامعات في العراق.

### محلاتها القديمة
- محلة العلا : وتقع في الزاوية الجنوبية الشرقية من مرقد علي وتسمى اليوم محلة المشراق وتلفظ باللهجة العامية المشراك
- محلة العمارة : وتقع شمال محلة العلا في الزاوية الشمالية الشرقية من الروضة الحيدرية وهي أكبر محلات النجف القديمة.
- محلة الحويش : وتقع غرب محلة العمارة، وتطل على الزاوية الشمالية الغربية من الروضة الحيدرية.
- محلة البراق : تقع جنوب محلة الحويش وهي أحدث محلات النجف وتلفظ باللهجة العامية البراك

### شوارعها

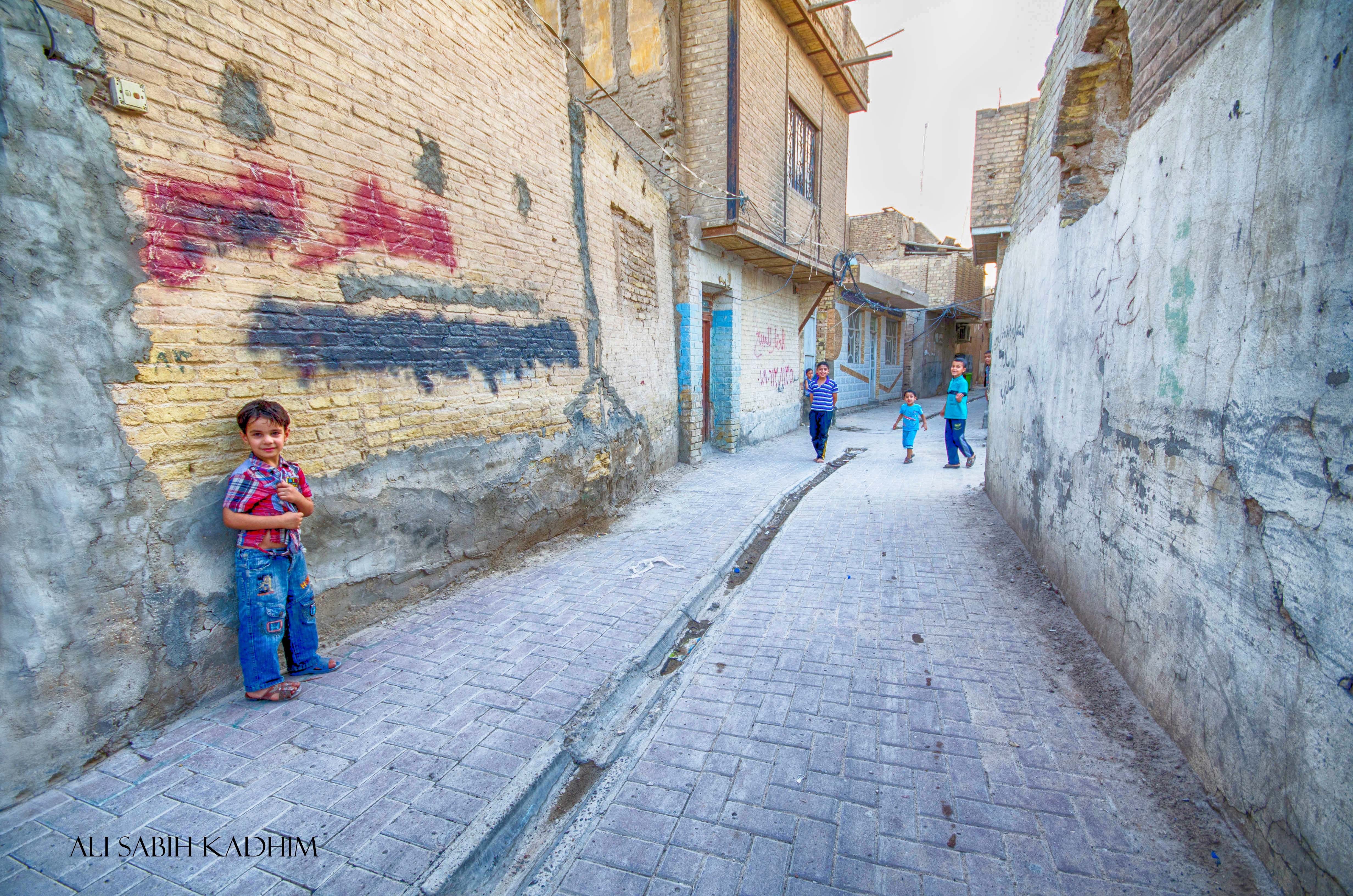
شوارع النجف القديمة

شارع المدينة وشارع الرسول وشارع زين العابدين وشارع الصادق وشارع الكوفة وشارع شرحبيل بن حسنة وشارع الخورنق وشارع السدير وشارع الطوسي وشارع أبو صخير وشارع السيد جواد شبر وشارع مصطفى جمال الدين وشارع السيد مهدي بحر العلوم وشارع العسكريين وشارع الهاتف وشارع علي.

### مراقدها ومقاماتها
- مرقد علي بن أبي طالب أو الروضة الحيدرية ويعتبر واجهة للمدينة
- مرقد نبي الله هود، ومرقد نبي الله صالح ومرقد نبي الله نوح ومرقد نبي الله آدم

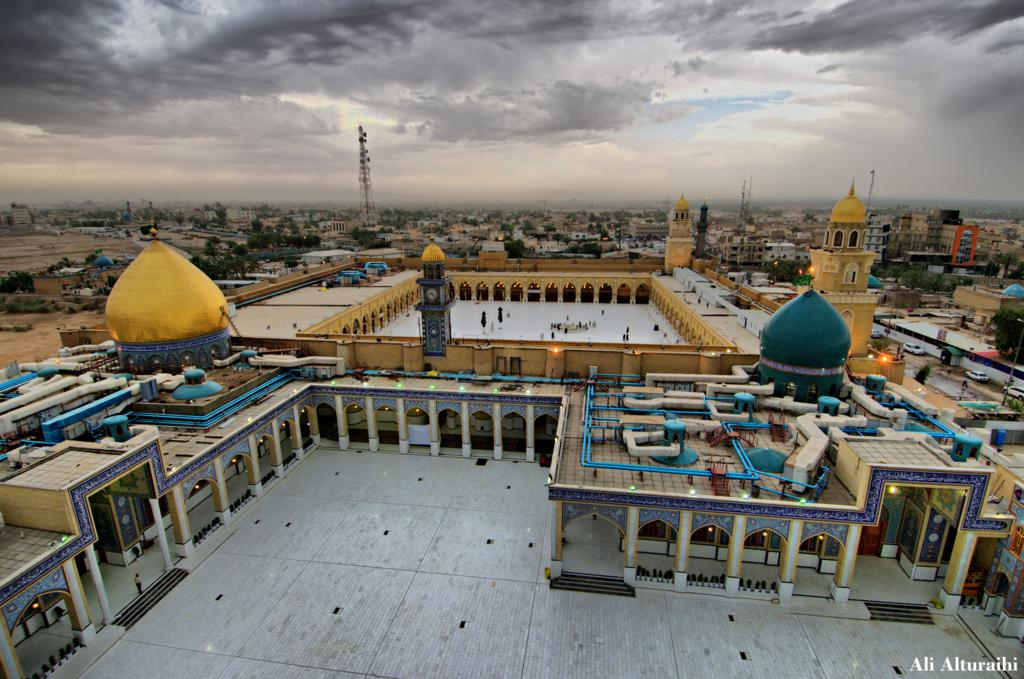
مسجد الكوفة يظهر فيه مرقد مسلم بن عقيل (إلى اليسار من الصورة) ومرقد هانئ بن عروة (إلى اليمين).

- مرقد كميل بن زياد
- مرقد ميثم التمار

- مقام زين العابدين
- مقام المهدي
- مقام محمد بن الحنفية.
- مقام رقية بنت الحسن

و في الكوفة عدة مراقد منها:
- مرقد مسلم بن عقيل
- مرقد هاني بن عروة
- مرقد أولاد الكاظم
- مرقد المختار بن أبي عبيد الثقفي
- مرقد رشيد الهجري
- مرقد زيد بن علي

### مساجدها
مسجد الحنانة، ومسجد الشيخ الطوسي، ومسجد عمران بن شاهين، ومسجد السبزواري، ومسجد الخضراء، ومسجد الرأس الشريف، ومسجد الرحباوي، ومسجد الشيخ الأنصاري ومسجد بلال بن رباح، ومسجد الشيخ جعفر الشوشتري، ومسجد الصاغة، ومسجد المراد، ومسجد آل زيد بن حارثة، ومسجد الشيخ صاحب الجواهر، ومسجد الحاج ميرزا حسين الخليلي، ومسجد الشيخ مشكور، ومسجد الشيخ مرتضى، ومسجد الهندي، ومسجد الشيخ الطريحي، ومسجد آل المشهدي ومسجد عبد الله بن رواخه ومسجد الحاج حسين البهبهاني ومسجد العلامة حسن الشيرازي ومسجد فاطمة الزهراء ومسجد المصطفى ومسجد البصيصي ومسجد الحاج عطية الجبوري ومسجد الحاج محمد التورنجي وجامع الجوهرجي.

### مدارسها
مدرسة المقداد السيوري أو (مدرسة السليمية)، ومدرسة الشيخ ملا عبد الله (صاحب الحاشية في المنطق)، ومدرسة الميرزا حسن الشيرازي، ومدرسة الصدر الأعظم، ومدرسة البروجردي، والمدرسة الشبرية، ومدرسة القوام، ومدرسة الجوهرجي، ومدرسة الإيرواني، ومدرسة محمد أمين القزويني، ومدرسة دار العلم (للخوئي) (هدمت سنة 1991 م)، ومدرسة الهندي، ومدرسة الشربياني، ومدرسة عبد العزيز البغدادي، ومدرسة أمير المؤمنين ومدرسة الحاج حسين الخليلي الصغرى، ومدرسة الآخوند الكبرى، ومدرسة الآخوند الوسطى، ومدرسة الآخوند الصغرى، ومدرسة البخارائي، ومدرسة دار الحكمة، ومدرسة جامعة النجف الدينية، مدرسة الإمام الصادق.

### مكتباتها
المكتبة العربية، مكتبة العلمين في جامع الطوسي، ومكتبة الحسينية الشوشترية، ومكتبة مدرسة القوام، ومكتبة المدرسة الشبرية، مكتبة مدرستي الخليلي الكبرى والصغرى، ومكتبة الشيخ جعفر الكبير، ومكتبة الشيخ فخر الدين الطريحي، ومكتبة الرابطة العلمية، ومكتبة عبد العزيز البغدادي، ومكتبة منتدى النشر نقلت إلى كلية الفقه في شارع الكوفة، والمكتبة العامة، ومكتبة البروجردي، ومكتبة جامعة النجف، ومكتبة الشيخ محمد باقر الاصفهاني، ومكتبة الآخوند، ومكتبة الرحيم، ومكتبة الحكيم العامة، ومكتبة أمير المؤمنين، ومكتبة اليعقوبي، ومكتبة النوري، ومكتبة البلاغي، ومكتبة الخطباء، ومكتبة الملالي (المنسوبة لآل الملة)، ومكتبة الشيخ النعمان، وهناك العديد من المكتبات الأخرى باسم بيوتات النجف.

### أبرز المعالم
| مقبرة وادي السلام هي أحد مقابر المسلمين وأحد أكبر مقابر العالم حيث تحتوي حسب تقديرات على ما يقارب ستة ملايين قبر وأدرجت ضمن قائمة التراث العالمي وقد حظيت المقبرة بشهرة واسعة بسبب الأحاديث والروايات التي رويت في فضلها، مما جعل الشيعة يتشوقون لتكون هذه المقبرة مثواهم الأخير. وكان لمجاورتها لمرقد الإمام علي بن أبي طالب الدور الأكبر في منحها هذه المكانة الكبيرة. |
| مسجد الكوفة هو أحد مساجد العراق التاريخية والأثرية وأقدم وأشهر مسجد في العراق بني بعد الفتح الإسلامي للعراق عام 739م يمتلك المسجد قدسية كبيرة عند المسلمين الشيعة بسبب وجود العديد من المراقد أشهرها مرقد مسلم بن عقيل وهانيء بن عروة والمختار الثقفي. |
| بحر النجف هو أحد معالم مدينة النجف وهو اسم من أسماء النجف وهو بحر النجف وكان يسمى الني قبل الجفاف ويعتبر بحر النجف من أهم الظواهر وهو عبارة عن خط انكساري حدث بحركة انكسارية في قشرة الأرض أدى إلى هبوطها مما يدل على الشكل الطولي للحافات الشرقية المرتفعة. |
| مسجد السهلة أحد أكبر المساجد التي شُيّدت في الكوفة خلال القرن الهجري الأوّل، وما زال أثرها وذِكْرها خالداً إلى الآن. ويبدو أنّ بني ظفر هم بُناة المسجد الحقيقيّون، وهؤلاء بطنٌ من الأنصار نزلوا الكوفة؛ ولهذا عُرِف المسجد أوّلَ الأمر بمسجد بني ظفر، ثمّ إنّ المسجد عُرِف بـ «مسجد السَّهْلة»، وهي التسمية المتداولة حاليّاً. |
| قصر النعمان بن المنذر هو أحد معالم مدينة النجف التاريخية يعتبر من القصور التي تعود لمملكة الحيرة القديمة ودولة المناذرة اللخميين والتي كان لها الشأن الكبير في التاريخ العربي في عصر ما قبل الإسلام وقد بقيت آثارها شاخصة تساير أحداث التاريخ وتصاحبه وتغنى الشعراء بأطلالها وآثارها. |
| مسجد الحنانة من أشهر المساجد في مدينة النجف ومن أقدم معالم مدينة النجف يقع في منطقة الحنانة شمال مرقد الامام علي ويعود تاريخ بناؤه إلى عامي 412 - 462 من قبل القبائل التي كانت تسكن المنطقة. |
| السوق الكبير هو واحد من أشهر أسواق مدينة النجف، ويقع في قلب مدينة النجف القديمة أمام مرقد الإمام علي بن أبي طالب، السوق مغطى بسقف حديدي بنائه مشابه لطراز الأسواق العثمانية التي قد يَعود إلى حقبتها، ويزوره العديد من السياح ومن مختلف البلدان للتمتع بمشاهدة البضائع المختلفة والجمال الفريد. يكثر بيع الذهب والمجوهرات والعطور في السوق فلا بد وأن يسحرك السوق بلمعانه وعطره البهي. |
| خان الرحبة خان الرحبة هو أحد معالم النجف الأثرية القديمة، يقع على طريق الحج القديم بمنطقة منخفضة بحدود (30كم) حتى يصل إلى قرية الرحبة، وبني هذا الخان بالحجر والجص وسقفت وحداته البنائية بواسطة العقود الأقبية وقياسات بناء الخان (80-110م) وفيه أبراج نصف دائرية في الأركان والمدخل الرئيسي للخان كبير وسط الضلع الشرقي وبشكل بارز عن الضلع بحدود (15)م |
| متحف التراث النجفي يعتبر متحف التراث النجفي أو “خان شيلان” من المباني التراثية القديمة في مدينة النجف حيث تم بناؤه سنة 1899م واستخدم مقراً للحكومة المحلية لمدينة النجف من سنة 1915 إلى 1917، ويبلغ مساحة المتحف أو خان الشيلان حوالي 1500 متر مربع يتكون من طابقين الطابق الأول يخص التراث النجفي والطابق الثاني يخص الوثائق المهمة لثورة العشرين تم تأهيله من قبل إعمار النجف والهيأة العامة للآثار التابعة لوزارة السياحة العراقية بكلفة مليار دينار خصصت للبناء فقط وخمسمائة مليون دينار لتأثيث المتحف. |

## أعلامها

محمد باقر الحكيم رجل دين عراقي

- الشاعر أبو الطيب المتنبي.
- المرجع الطوسي.
- الشيخ د.أحمد الوائلي.
- المرجع محمد باقر الحكيم
- المرجع سيد علي السيستاني.
- مقتدى الصدر.
- الطبيب شاكر توفيق السكافي.
- الشاعر محمد مهدي الجواهري.
- الشاعر أحمد الصافي النجفي.
- الشاعر محمد سعيد الحبوبي.

## عاصمة الثقافة الإسلامية

شعار النجف عاصمة الثقافة الإسلامية 2012

النجف عاصمة الثقافة الإسلامية 2012 هو اختيار منظمة التعاون الإسلامي لهذه المدينة في تشرين الأول من العام 2009 في باكو عاصمة جمهورية آذربيجان لاحتضان الفعاليات

## الأوضاع الأمنية
1. 2003-4-10 , اغتيال عبد المجيد الخوئي وهو الأمين العام لمؤسسة الخوئي الخيرية.[27]
2. 2003-8-29 , مقتل زعيم المجلس الأعلى للثورة الإسلامية آية الله محمد باقر الحكيم في انفجار سيارة مفخخة.[28]
3. 2004-5-21 , مقتل خمسة عراقيين وأصيب 27 آخرون بجروح خلال مواجهات عنيفة بين عناصر جيش المهدي التابعة لمقتدى الصدر وقوات الاحتلال الأميركي.[29]
4. 2004-6-29 , تعرض منزل زعيم الطائفة الإثني عشرية في العراق (علي السيستاني) لإطلاق نار.[30]
5. 2010-1-14, اعلنت مصادر محلية في النجف ان شخصا واحد قتل واصيب 77 اخرون في ثلاثة انفجارات في الحي القديم.[31]
6. 2010-4-9 , عشرات الآلاف يتظاهرون في النجف ضد الوجود الأمريكي.[32]
7. 2013-11-20 , إنفجار سيارة مفخخة في حي الأنصار.[33]